# یاک والگه
یاک والگه (استونیایی: Jaak Valge؛ زادهٔ ۱ مارس ۱۹۵۵) سیاستمدار و نماینده مجلس اهل استونی است.